# Antônio Martins da Silveira
Antônio Martins da Silveira foi um pintor brasileiro do século XVIII. Deixou trabalhos nas igrejas de Nossa Senhora das Mercês e Perdões (Ouro Preto, 1761) da Ordem Terceira de Nossa Senhora do Carmo (Mariana, 1765) e do Seminário Menor e Capela de Nossa Senhora da Boa Morte (Mariana, 1782).